# Dunkelsteinerwald (commune)
Cet article concerne la commune. Pour la montagne, voir Dunkelsteinerwald.
Dunkelsteinerwald est une commune autrichienne du district de Melk en Basse-Autriche.

## Géographie

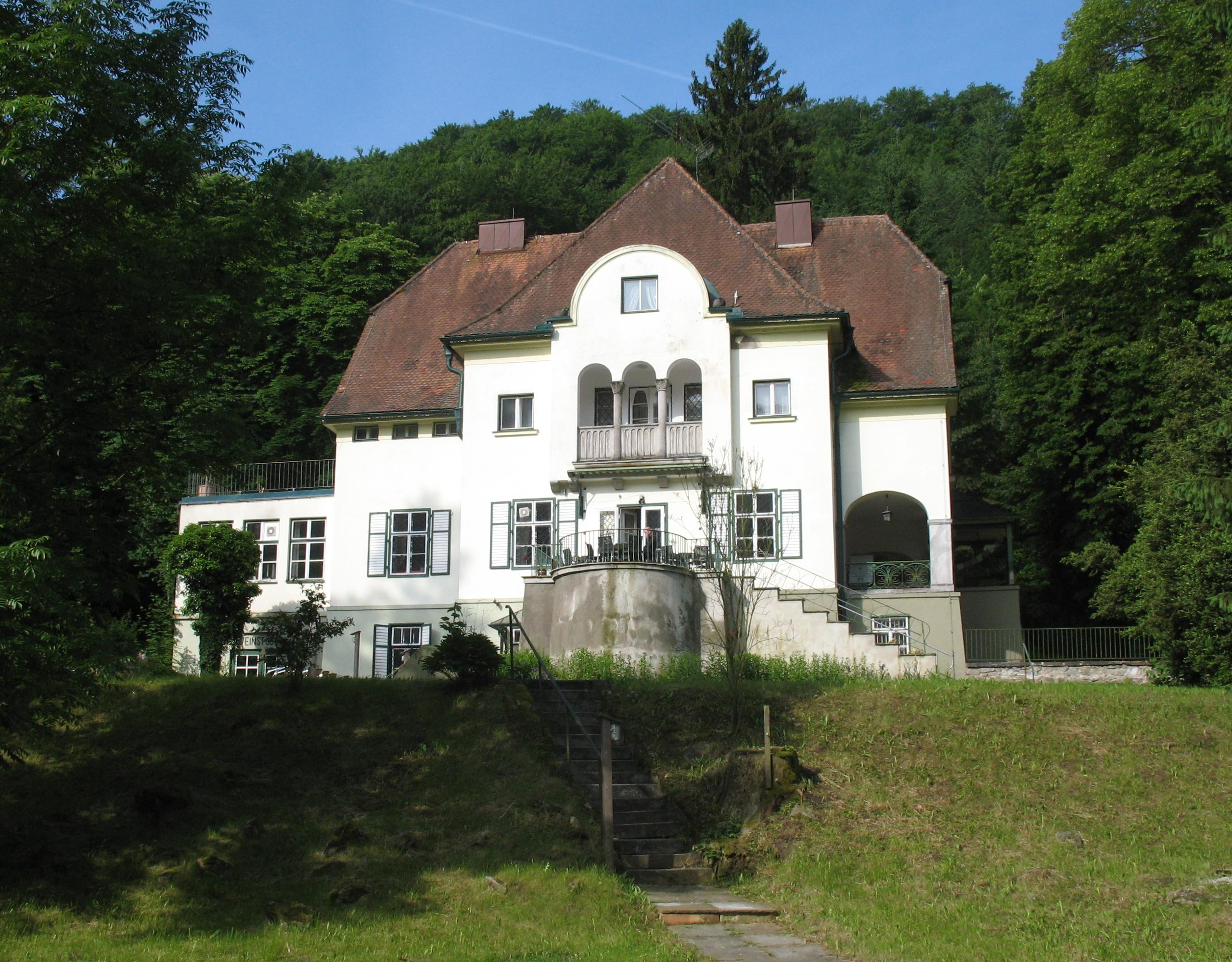
Pavillon de chasse à Kochholz